# Praia Fluvial de Mondim da Beira
Praia Fluvial de Mondim da Beira, Tarouca, Portugal
A Praia fluvial de Mondim da Beira localiza-se no percurso do rio Varosa, em Mondim da Beira, no concelho de Tarouca, em Portugal.